# Genestoso
Genestoso (en asturiano y oficialmente Xinestosu) es una parroquia del concejo de Cangas del Narcea, en el Principado de Asturias, España.

## Historia
Aunque se desconoce la fecha de su fundación, se cita una donación datada en el año 916 de la iglesia de Santa Marina de Genestoso al Monasterio de Santa Leocadia de Castañeda[1].
“San Genadio (obispo de Astorga) ... "En el año de 916 restauró y dotó el Monasterio de Santa Leocadia de Castañeda, dándole la Iglesia de Santa Marina del lugar de Genestoso, con todas sus pertenencias, y otra heredad en Asinarios, con viñas, molinos, y tierras labradas y por labrar, a fin de reparar los daños que había padecido el Monasterio en tiempo de los Obispos Indisclo y Ranulfo, retaurándole el Santo con las posesiones antiguas, y agregando lo aquí expresado.”.
Alrededor de 1118 desapareció la Abadía de Santa Leocadia, pasando sus bienes al obispado de Astorga.
En fecha indeterminada, pero anterior al siglo XVII sus montes ya pertenecían a la familia de los Queipo de Llano que rige el Concejo de Cangas de Tineo durante el siglo XVII. Desde finales del siglo XVI van cediendo el uso de los terrenos mediante contratos de censo, lo que origina prolongados enfrentamientos de los vecinos con los vaqueiros de alzada que terminan finalmente en 1771[2] con una sentencia de la Real Audiencia de Asturias por la que se mandaba:
```
“que no se les permitiese a dichos vaqueiros el aprovechamiento de pastos comunes no viviendo como vecinos la mayor parte del año en dicho lugar de Genestoso”.
```